# 拉杰纳加尔
拉杰纳加尔（Rajnagar），是印度中央邦Chhatarpur县的一个城镇。总人口12442（2001年）。

## 人口
该地2001年总人口12442人，其中男性6562人，女性5880人；0—6岁人口2199人，其中男1145人，女1054人；识字率54.98%，其中男性为62.79%，女性为46.28%。